# Charles Freer Andrews
Charles Freer Andrews (Newcastle upon Tyne, 12 de fevereiro de 1871 - Calcutá, 5 de abril de 1940) foi um sacerdote da Igreja da Inglaterra. Missionário cristão, educador e reformador social na Índia, tornou-se amigo íntimo de Mahatma Gandhi e identificou-se com a causa da independência da Índia . Ele foi fundamental para convencer Gandhi a voltar da Índia para a África do Sul, onde Gandhi foi um dos líderes da luta indiana pelos direitos civis.
C. F. Andrews foi carinhosamente apelidado de Apóstolo Fiel de Cristo (em inglês, Christ's Faithful Apostle)  por Gandhi, com base em suas iniciais, C. F. A. Por suas contribuições para o Movimento da Independência Indiana, Gandhi e seus alunos no St. Stephen's College, em Delhi, o chamaram Deenabandhu, ou "Amigo dos Pobres".

## Vida pregressa
Charles Freer Andrews nasceu em 12 de fevereiro de 1871 na 14 Brunel Terrace, Newcastle upon Tyne, Northumberland, Reino Unido; seu pai era o "Anjo" (bispo) da Igreja Católica Apostólica em Birmingham . A família sofrera infortúnios financeiros por causa da duplicidade de um amigo e precisava trabalhar duro para sobreviver. Andrews era aluno da King Edward's School, em Birmingham, e lia depois das aulas Clássicos no Pembroke College, em Cambridge. Durante este período, ele se afastou da igreja de sua família e foi aceito para ser ordenado na Igreja da Inglaterra .
Em 1896, Andrews tornou-se diácono e assumiu a Missão do Pembroke College, no sul de Londres. Um ano depois, tornou-se padre e tornou-se vice-diretor do Westcott House Theological College, em Cambridge.

## Na Índia
Andrews estava envolvido na União Social Cristã desde a universidade, e estava interessado em explorar a relação entre um compromisso com o Evangelho e um compromisso com a justiça, através do qual ele foi atraído por lutas por justiça em todo o Império Britânico, especialmente na Índia .
Em 1904 ele se juntou à Missão de Cambridge em Delhi e lá chegou para ensinar filosofia no St. Stephen's College, onde cresceu perto de muitos de seus colegas e estudantes indianos. Cada vez mais desanimado com o comportamento racista e o tratamento dos índios por parte de alguns oficiais e civis britânicos, ele apoiou as aspirações políticas indianas e escreveu uma carta no Diário Civil e Militar em 1906 expressando esses sentimentos. Andrews logo se envolveu nas atividades do Congresso Nacional Indiano e ajudou a resolver a greve dos trabalhadores de algodão de 1913 em Madras .

## Com Gandhi na África do Sul
Conhecido por sua capacidade de persuasão, intelecto e retidão moral, foi convidado pelo líder político indiano Gopal Krishna Gokhale a visitar a África do Sul e ajudar a comunidade indiana a resolver suas disputas políticas com o governo. Ele conheceu um jovem advogado gujarati, Mohandas Gandhi, que estava tentando organizar o Congresso Indiano de Natal e a comunidade indiana para protestar contra a discriminação racial e a legislação policial que infringiam suas liberdades civis. Andrews ficou profundamente impressionado com o conhecimento de Gandhi dos valores cristãos e sua adoção do conceito de ahimsa, não-violência - algo que Gandhi misturou com a inspiração de elementos do anarquismo cristão. Ele ajudou Gandhi a organizar um Ashram em Natal e publicar sua famosa revista, The Indian Opinion .
Seguindo o conselho de vários líderes do Congresso indiano e do diretor Susil Kumar Rudra, do St. Stephen's College, Andrews foi fundamental para persuadir Gandhi a retornar à Índia em 1915.

## Tagore e Sree Narayana Guru
Em 1918, Andrews discordou das tentativas de Gandhi de recrutar combatentes para a Primeira Guerra Mundial, acreditando que isso era inconsistente com seus pontos de vista sobre a não-violência. Nas Ideias de Mahatma Gandhi, Andrews escreveu sobre a campanha de recrutamento de Gandhi: "Pessoalmente, nunca fui capaz de conciliar isso com sua própria conduta em outros aspectos, e é um dos pontos em que me encontrei em dolorosa discordância".
Andrews foi eleito presidente do All India Trade Union em 1925 e 1927.
Andrews desenvolveu um diálogo entre cristãos e hindus . Ele passou muito tempo em Santiniketan em conversa com o poeta e filósofo Rabindranath Tagore. Ele também apoiou o movimento para proibir a "intocabilidade dos párias". Em 1919 ele se juntou ao famoso Vaikom Satyagraha, e em 1933 auxiliou B. R. Ambedkar na formulação das demandas dos Dalits .
Certa vez, C. F. Andrews, juntamente com Rabindranath Tagore, visitou Sree Narayana Guru, um líder espiritual de Querala, sul da Índia. Então ele escreveu para Romain Rolland; que "vi o nosso Cristo andando na margem do mar da Arábia no traje de um sanyasin hindu".
Ele e Agatha Harrison organizaram a visita de Gandhi ao Reino Unido. Ele acompanhou Gandhi para a segunda Conferência de Mesa Redonda em Londres, ajudando-o a negociar com o governo britânico em questões de autonomia e devolução indianas.

## Em Fiji
Quando as notícias chegaram à Índia, através dos escritos dos missionários cristãos J. W. Burton, Hannah Dudley e R. Piper, e de um trabalhador contratado que retornou, Totaram Sanadhya, quanto aos maus-tratos a trabalhadores contratados indianos em Fiji, o Governo indiano em setembro 1915 enviou Andrews e W. W. Pearson para fazer inquéritos. Os dois visitaram numerosas plantações e entrevistaram trabalhadores contratados, capatazes e funcionários do governo e, em seu retorno à Índia, também entrevistaram trabalhadores retornados. Em seu "Relatório sobre trabalho contratado em Fiji", Andrews e Pearson destacaram os males do sistema de contratação; o que levou ao fim do transporte adicional de mão de obra indígena para as colônias britânicas. Em 1917, Andrews fez uma segunda visita a Fiji e, embora tenha relatado algumas melhorias, ainda estava chocado com a degradação moral dos trabalhadores contratados. Ele pediu o fim imediato da contratação; e o sistema de trabalho escravo indiano foi formalmente abolido em 1920.
Em 1936, durante uma visita à Austrália e Nova Zelândia, Andrews foi convidado para visitar Fiji novamente. Os ex-trabalhadores contratados e seus descendentes queriam que ele os ajudasse a superar um novo tipo de escravidão, pelo qual eles estavam vinculados à Companhia Colonial de Refino de Açúcar, que controlava todos os aspectos de suas vidas. Andrews, no entanto, ficou encantado com as melhorias nas condições desde sua última visita, e pediu aos indianos de Fiji para "que lembrassem que Fiji pertencia aos fijianos e que estavam lá como convidados".

## Anos mais tarde

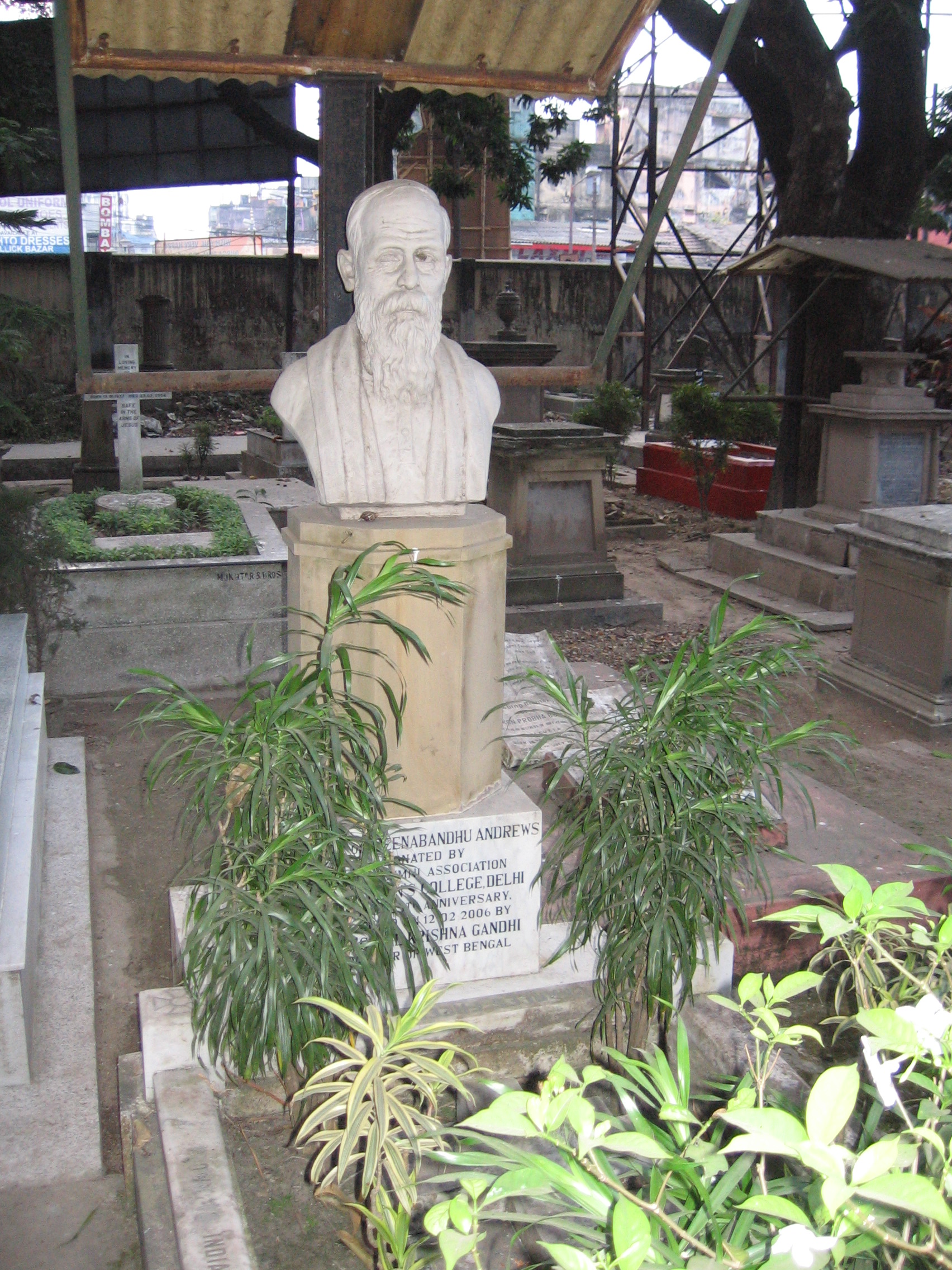
Busto de CF Andrews sobre seu túmulo, no cemitério cristão de Lower Circular Road - Kolkata (antes, Calcutá)

Nessa época, Gandhi argumentou com Andrews que era provavelmente melhor que os britânicos solidários como ele deixassem a luta pela liberdade para os indianos. Assim, a partir de 1935, Andrews começou a passar mais tempo na Grã-Bretanha, ensinando jovens de todo o país sobre o chamado de Cristo ao discipulado radical. O apelido carinhoso de Gandhi para Andrews era o Apóstolo Fiel de Cristo (em inglês, Christ’s Faithful Apostle), baseado nas iniciais de seu nome, "C. F. A.". Ele era amplamente conhecido como o melhor amigo de Gandhi e talvez fosse a única figura importante a se dirigir a Gandhi pelo seu primeiro nome, Mohan.
Charlie Andrews morreu em 5 de abril de 1940, durante uma visita a Calcutá, e está enterrado no cemitério cristão do cemitério da Circular Lower Calcutá.

## Comemoração
Ele é amplamente comemorado e respeitado na Índia. Duas faculdades de graduação da Universidade de Calcutá, o Colégio Dinabandhu Andrews, e a Instituição Dinabandhu e uma Escola Secundária na área de Salimpur, no sul de Calcutá, comemoram seu nome. O Colégio Dinabandhu Andrews foi constituído com o objetivo de disseminar o ensino superior a um grande número de crianças das pessoas deslocadas do antigo Paquistão Oriental, atualmente Bangladesh. Mesmo no sul da Índia, ele foi lembrado por nomear hospitais como Deenabandhu. Um desses foi o Hospital Deenabandhu, Thachampara, Palakkad, Querala
Ele foi um personagem importante, interpretado pelo ator britânico Ian Charleson, no filme de 1982, Gandhi, por Richard Attenborough. Ele é homenageado com um dia de festa no calendário litúrgico da Igreja Episcopal nos Estados Unidos da América em 12 de fevereiro.
Em 1971, a Índia emitiu um selo postal comemorativo para marcar o centenário de nascimento de Andrews.

## Publicações
- Hakim Ajmal Khan A sketch of his life and career. Madras: G. A. Natesan. (1922)
- The Relation of Christianity to the Conflict between Capital and Labour (1896)
- The Renaissance in India: its Missionary Aspect (1912)
- Non-Co-Operation. [S.l.: s.n.] [ligação inativa]
- Christ and Labour (1923)
- Mahatma Gandhi His Life and Works (1930) republished by Starlight Paths Publishing (2007) with a foreword by Arun Gandhi
- What I Owe to Christ (1932)
- The Sermon on the Mount (1942)